# Sions vises protokoll

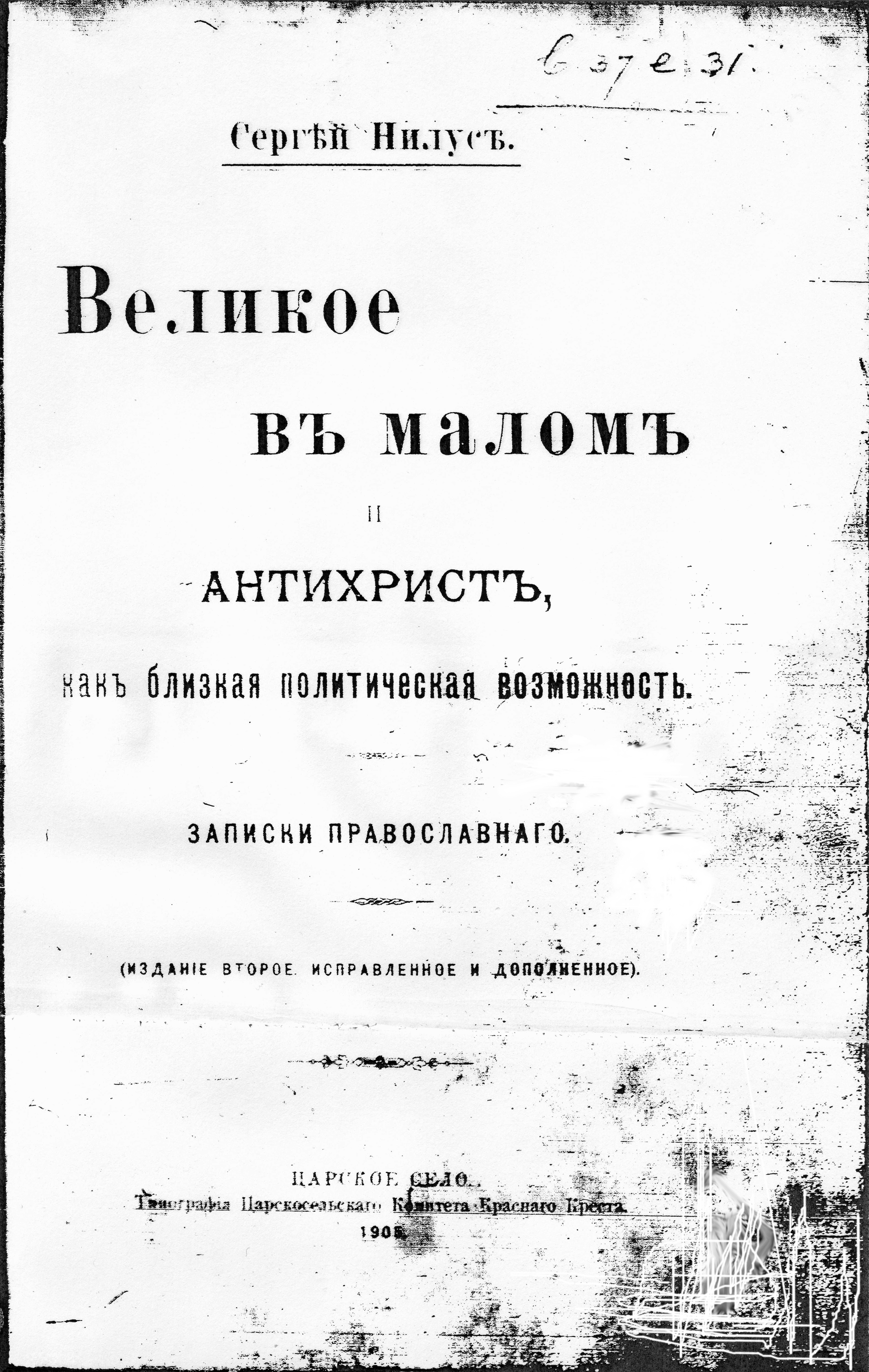
Titelsidan i Sergej Nilus "Det stora i det lilla" (Великое въ маломъ) som utgavs 1905 och innehåller en bearbetning av Sions vises protokoll.

Sions vises protokoll (ryska: "Протоколы сионских мудрецов" eller "Сионские протоколы") är en antisemitisk pamflett  från  1905 som, under förespegling av att vara sionistiskt, beskriver en planerad judisk sammansvärjning med målet att uppnå världsherravälde. 
I skriften anges frimurare, liberaler, kommunister och kapitalister vara judarnas redskap för att behärska världen. Protokollet, som vid upprepade tillfällen visats vara en förfalskning av den tsarryska säkerhetstjänsten, utger sig för att vara en avskrift av ett anförande, som Theodor Herzl höll vid den sionistiska världskongressen i Basel år 1897.

## Historia
År 1921 avslöjades Sions vises protokoll som en förfalskning i The Times av tidningens korrespondent i Istanbul, Philip Graves, som visade att det rörde sig om en bearbetning i flera steg av en satirisk pamflett, publicerad 1864 av den franske författaren Maurice Joly som riktade sig mot Napoleon III. Denna stridsskrift, som ursprungligen inte hade något med judar eller sionism att göra, omarbetades senare av den tsarryska säkerhetstjänsten Ochrana till en antisemitisk propagandaskrift. Den delades bland annat ut 1919 till den vita ryska armén för att stärka dess moral. Nyligen genomförd forskning av den ryske historikern Michail Lepechin pekar ut Matvej Golovinskij, agent hos Ochrana, som trolig upphovsman till dokumenten. Tidigare har dokumenten tillskrivits Pjotr Ivanovitj Ratjkovskij.

## Som propagandaverktyg
Alfred Rosenberg, som kom att bli en av nazismens ledande ideologer, läste Sions vises protokoll 1917, när han studerade till arkitekt i Moskva. Rosenberg inlemmade senare protokollens budskap i nazisternas konspirationsanklagande antisemitism.
1920 finansierade den amerikanske bilmagnaten Henry Ford en upplaga av 500 000 exemplar av skriften. 1934 gavs protokollen ut i Sverige av de två antisemiterna Elof Eriksson och Einar Åberg.
Inte ens Adolf Eichmann sade sig dock tro på Sion Vises protokoll. I de bandupptagna förhören i rättegången mot honom ställdes fråga om han läst den, varpå han svarade: ”Nej dem har jag inte läst, jag hörde talas om dem. Sedan jag hade frågat Mildestein om dem och han avfärdat dem som struntprat, accepterade jag denna uppfattning och även inom SS-skolan Bernau avfärdade jag dem med samma ord – det kommer jag ihåg precis.”
Vid bokmässan 2005 i Frankfurt presenterade Iran en nytryckt engelskspråkig utgåva av protokollet. Hamas refererar i sin programförklaring från 18 augusti 1988 till protokollet i artikel 32.

## Inom populärkulturen
Den amerikanske serietecknaren Will Eisners sista verk, som publicerades postumt i maj 2005 under titeln The Plot, behandlar ämnet Sions vises protokoll. Umberto Ecos roman Begravningsplatsen i Prag (2010) ger en fiktiv skildring av protokollets tillkomst.